# Oxford Centre for Hebrew and Jewish Studies

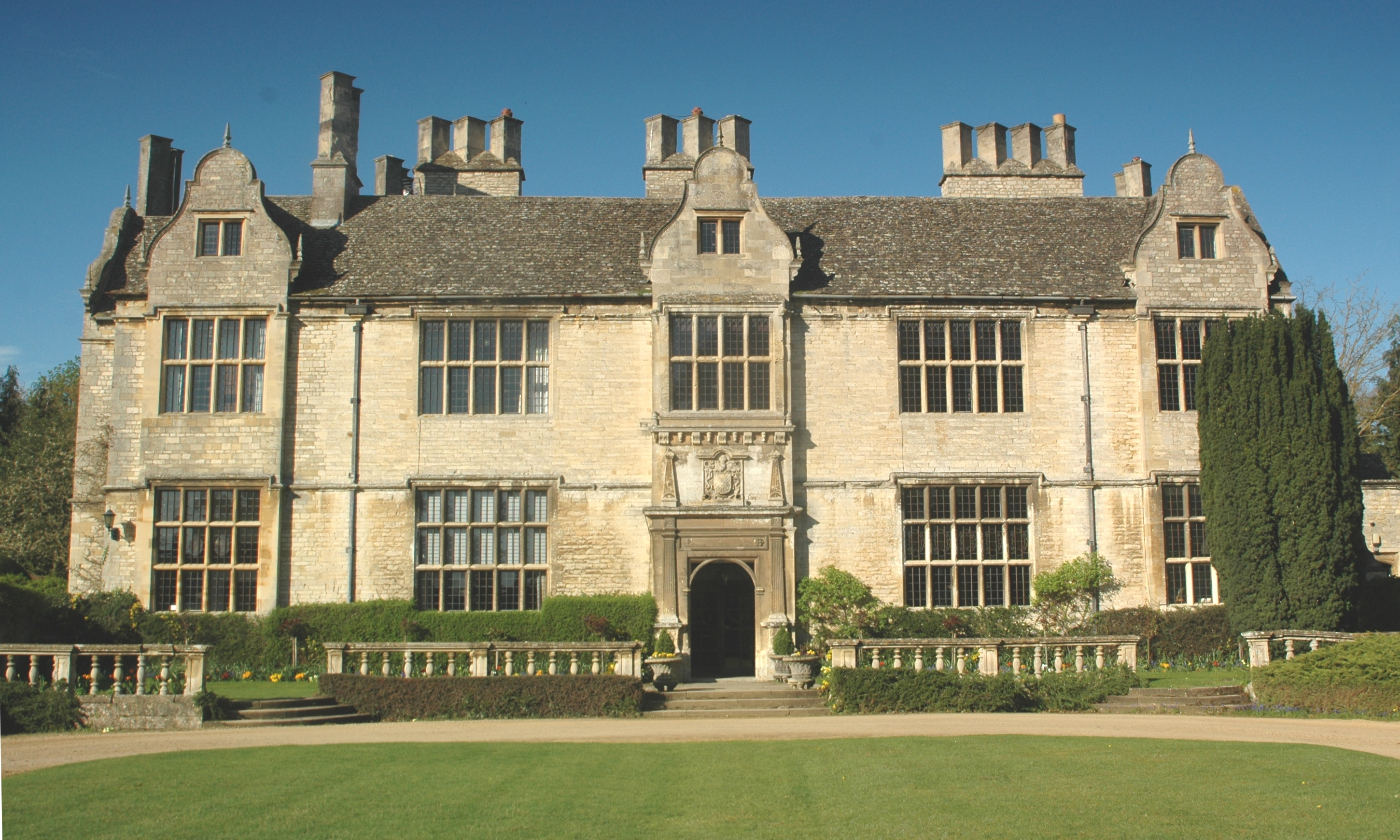
Yarnton Manor, costruita nel 1611, ora sede del Centro

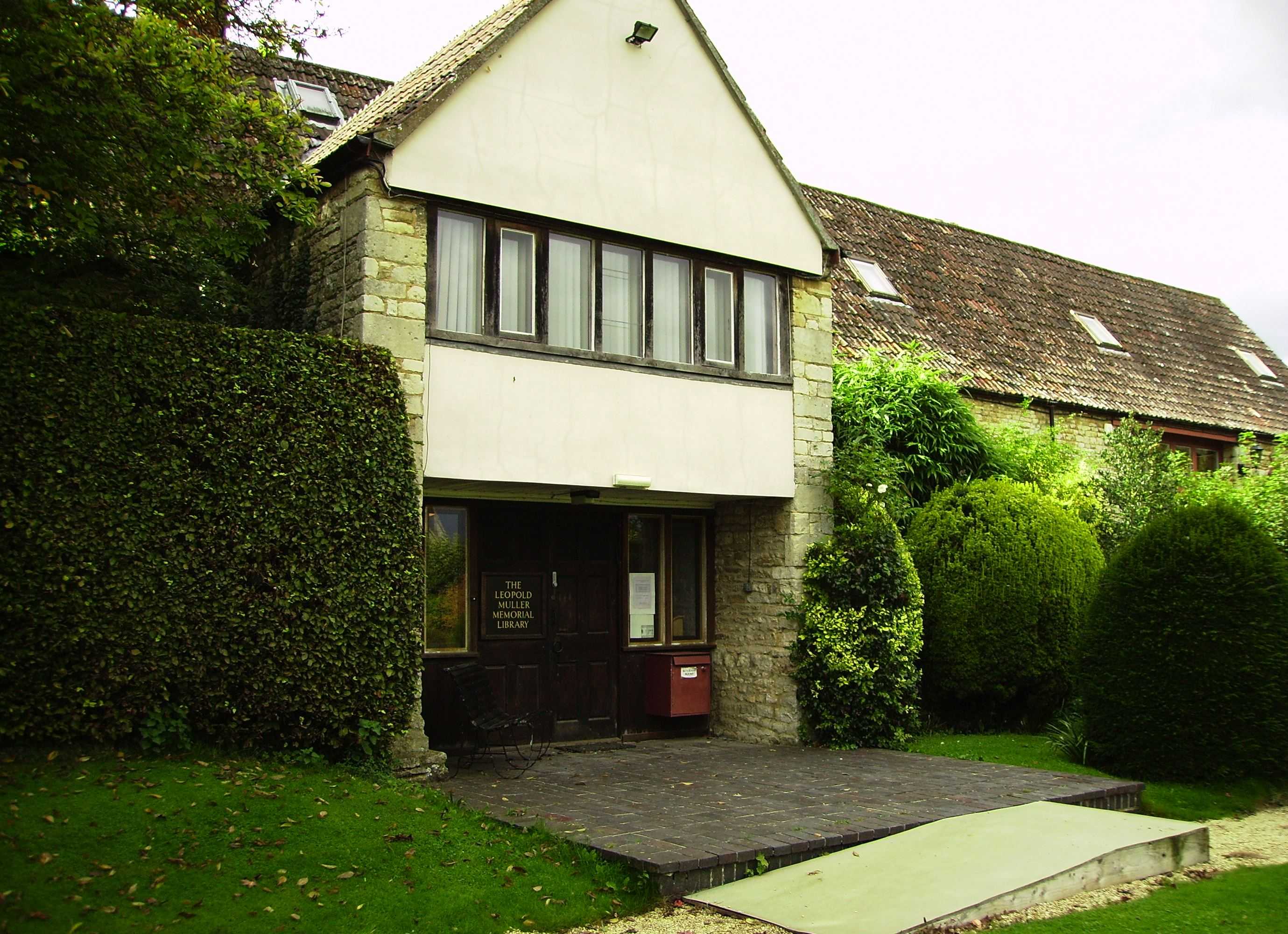
Edificio della Biblioteca Leopold Muller Memorial

Lo Oxford Centre for Hebrew and Jewish Studies (OCHJS) è un Recognised Independent Centre (centro indipendente riconosciuto) non-profit della Università di Oxford, in Inghilterra. I suoi research fellow insegnano una vasta gamma di lauree e diplomi di postlaurea in Orientalistica, pubblicando inoltre la rivista accademica Journal of Jewish Studies.

## Storia
Il Centro fu fondato nel 1972 da David Patterson per ripristinare gli Studi ebraici in Europa dopo l'Olocausto. Attualmente è sito presso l'edificio Yarnton Manor, nel villaggio di Yarnton (Oxfordshire), sei chilometri a nord di Oxford. È un'organizzazione di beneficenza (organizzazione non a scopo di lucro) incorporata in Inghilterra ai sensi della legge societaria inglese. È correntemente il principale centro accademico europeo di studi ebraici ed ebraismo. I suoi insegnanti forniscono corsi in lingua ebraica e studi ebraici per laureandi e ricercatori dottorali in varie facoltà dell'Università di Oxford. Gestisce inoltre un'importante biblioteca di Judaica – la Leopold Muller Memorial Library – per sviluppare progetti e ricerche nelle varie discipline orientalistiche.
Tra i suoi alumni e fellow si annoverano lo scrittore Aharon Appelfeld, l'archeologo Robert Eisenman, lo statistico Sergio Della Pergola, il politico Mihai Răzvan Ungureanu, attuale Primo ministro della Romania, e lo scrittore israeliano Abraham Yehoshua.

## Leopold Muller Memorial Library

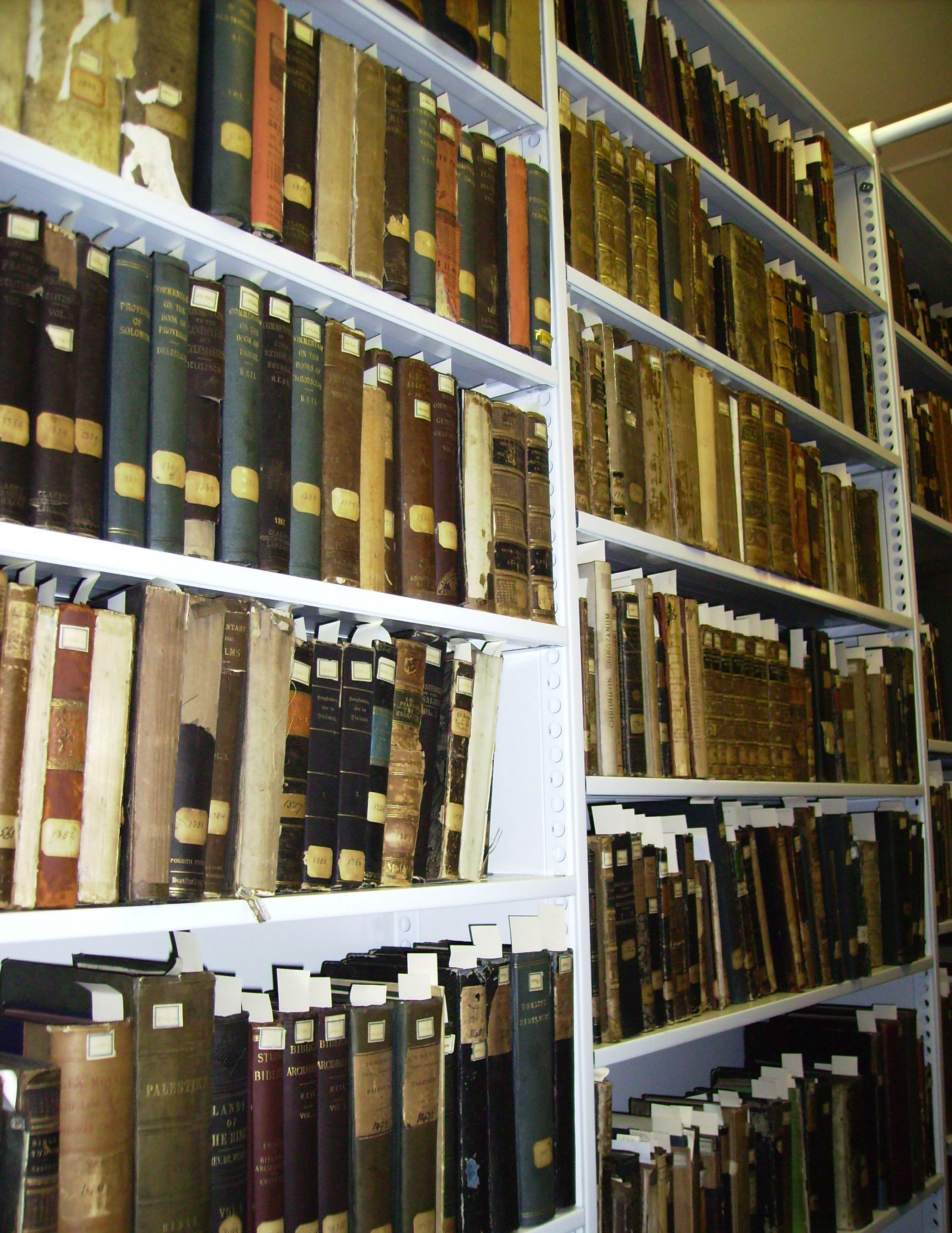
Collezioni della Biblioteca Leopold Muller

La biblioteca del Centro si chiama Leopold Muller Memorial Library. È collocata presso due granai ristrutturati a Yarnton Manor e comprende una delle migliori raccolte di libri e periodici nel campo degli studi ebraici in Europa, servendo da importante punto di riferimento per studenti, studiosi e accademici ospiti del Centro. La parte più rinomata della biblioteca include varie collezioni rare e archivi storici; tra questi si annoverano: una notevole raccolta di materiali donati dal rabbino Louis Jacobs, la collezione Loewe, la biblioteca di Jacob H. Coppenhagen (1913–1997), l'Archivio Kressel, la raccolta Foyle-Montefiore (che incorpora la biblioteca di Leopold Zunz), gli archivi Lipson-Shandel e Moses Montefiore con una documentazione rara della vita e attività di Sir Moses Montefiore, una delle maggiori collezioni di libri Yizkor in Europa – conta oltre 800 volumi di memoriali riguardanti le comunità distrutte nell'Olocausto, e l'archivio di Rabbi Hugo Gryn. Tra i progetti più recenti della biblioteca si contano la Digital Haskalah Library e la Raphael Loewe Archives Digital Exhibition.